# Prasinocyma iosticta
Prasinocyma iosticta là một loài bướm đêm trong họ Geometridae.